# Lijst van voetbalinterlands Indonesië - Singapore
Deze lijst van voetbalinterlands is een overzicht van alle officiële voetbalwedstrijden tussen de nationale teams van Indonesië en Singapore. De landen speelden tot op heden 55 keer tegen elkaar. De eerste ontmoeting, een vriendschappelijke wedstrijd, werd gespeeld in Kuala Lumpur (Maleisië) op 31 augustus 1958. De laatste confrontatie, een halve finale van de Zuidoost-Azië Cup 2020, vond plaats op 25 december 2021 in Singapore.

## Wedstrijden
| №  | Plaats              | Datum             | Competitie                      | Wedstrijd             | Uitslag |
| -- | ------------------- | ----------------- | ------------------------------- | --------------------- | ------- |
| 1  | Kuala Lumpur        | 31 augustus 1958  | Vriendschappelijk               | Singapore − Indonesië | 0 − 2   |
| 2  | Kuala Lumpur        | 8 augustus 1960   | Vriendschappelijk               | Singapore − Indonesië | 3 − 8   |
| 3  | Kuala Lumpur        | 2 augustus 1961   | Vriendschappelijk               | Singapore − Indonesië | 0 − 1   |
| 4  | Kuala Lumpur        | 11 september 1962 | Vriendschappelijk               | Singapore − Indonesië | 0 − 2   |
| 5  | Bangkok             | 10 december 1966  | Aziatische Spelen 1966          | Indonesië − Singapore | 3 − 0   |
| 6  | Kuala Lumpur        | 13 augustus 1967  | Vriendschappelijk               | Singapore − Indonesië | 1 − 4   |
| 7  | Kuala Lumpur        | 14 augustus 1968  | Vriendschappelijk               | Singapore − Indonesië | 0 − 4   |
| 8  | Bangkok             | 26 november 1968  | Vriendschappelijk               | Singapore − Indonesië | 1 − 7   |
| 9  | Kuala Lumpur        | 7 november 1969   | Vriendschappelijk               | Singapore − Indonesië | 2 − 9   |
| 10 | Bangkok             | 19 november 1969  | Vriendschappelijk               | Indonesië − Singapore | 2 − 3   |
| 11 | Kuala Lumpur        | 1 augustus 1970   | Vriendschappelijk               | Singapore − Indonesië | 1 − 3   |
| 12 | Kuala Lumpur        | 5 augustus 1971   | Vriendschappelijk               | Singapore − Indonesië | 0 − 4   |
| 13 | Kuala Lumpur        | 5 augustus 1972   | Vriendschappelijk               | Singapore − Indonesië | 0 − 0   |
| 14 | Seoel               | 20 september 1972 | Vriendschappelijk               | Indonesië − Singapore | 2 − 1   |
| 15 | Kuala Lumpur        | 30 juli 1974      | Vriendschappelijk               | Singapore − Indonesië | 0 − 5   |
| 16 | Bangkok             | 2 januari 1976    | Vriendschappelijk               | Indonesië − Singapore | 1 − 0   |
| 17 | Singapore           | 9 maart 1977      | WK 1978 kwalificatie            | Indonesië − Singapore | 4 − 0   |
| 18 | Bangkok             | 10 november 1977  | Vriendschappelijk               | Indonesië − Singapore | 3 − 1   |
| 19 | Jakarta             | 21 juni 1978      | Vriendschappelijk               | Indonesië − Singapore | 2 − 2   |
| 20 | Kuala Lumpur        | 18 juli 1978      | Vriendschappelijk               | Singapore − Indonesië | 0 − 0   |
| 21 | Kuala Lumpur        | 7 juli 1979       | Vriendschappelijk               | Singapore − Indonesië | 0 − 0   |
| 22 | Jakarta             | 22 september 1979 | Zuidoost-Aziatische Spelen 1979 | Indonesië − Singapore | 3 − 0   |
| 23 | Bangkok             | 15 november 1981  | Vriendschappelijk               | Singapore − Indonesië | 2 − 0   |
| 24 | Manilla             | 7 december 1981   | Zuidoost-Aziatische Spelen 1981 | Indonesië − Singapore | 1 − 0   |
| 25 | Manilla             | 14 december 1981  | Zuidoost-Aziatische Spelen 1981 | Indonesië − Singapore | 2 − 0   |
| 26 | Bangkok             | 9 december 1985   | Zuidoost-Aziatische Spelen 1985 | Indonesië − Singapore | 0 − 1   |
| 27 | Singapore           | 28 augustus 1986  | Vriendschappelijk               | Indonesië − Singapore | 1 − 8   |
| 28 | Bandar Seri Begawan | 24 juli 1987      | Vriendschappelijk               | Indonesië − Singapore | 1 − 0   |
| 29 | Singapore           | 13 mei 1989       | Vriendschappelijk               | Singapore − Indonesië | 1 − 2   |
| 30 | Kuala Lumpur        | 28 augustus 1989  | Zuidoost-Aziatische Spelen 1989 | Singapore − Indonesië | 1 − 0   |
| 31 | Singapore           | 5 oktober 1991    | Vriendschappelijk               | Singapore − Indonesië | 2 − 0   |
| 32 | Manilla             | 2 december 1991   | Zuidoost-Aziatische Spelen 1991 | Indonesië − Singapore | 0 − 0   |
| 33 | Singapore           | 22 april 1992     | Azië Cup 1992 kwalificatie      | Indonesië − Singapore | 2 − 1   |
| 34 | Doha                | 18 april 1993     | WK 1994 kwalificatie            | Indonesië − Singapore | 0 − 2   |
| 35 | Singapore           | 2 mei 1993        | WK 1994 kwalificatie            | Singapore − Indonesië | 2 − 1   |
| 36 | Singapore           | 11 juni 1993      | Zuidoost-Aziatische Spelen 1993 | Singapore − Indonesië | 1 − 1   |
| 37 | Singapore           | 19 juni 1993      | Zuidoost-Aziatische Spelen 1993 | Singapore − Indonesië | 3 − 1   |
| 38 | Jakarta             | 16 oktober 1997   | Zuidoost-Aziatische Spelen 1997 | Indonesië − Singapore | 2 − 1   |
| 39 | Hanoi               | 2 september 1998  | Zuidoost-Azië Cup 1998          | Singapore − Indonesië | 2 − 1   |
| 40 | Bandar Seri Begawan | 6 augustus 1999   | Zuidoost-Aziatische Spelen 1999 | Singapore − Indonesië | 1 − 1   |
| 41 | Bandar Seri Begawan | 14 augustus 1999  | Zuidoost-Aziatische Spelen 1999 | Singapore − Indonesië | 0 − 0   |
| 42 | Singapore           | 1 november 2000   | Vriendschappelijk               | Singapore − Indonesië | 1 − 0   |
| 43 | Singapore           | 10 november 2002  | Vriendschappelijk               | Singapore − Indonesië | 1 − 1   |
| 44 | Singapore           | 4 september 2004  | Vriendschappelijk               | Singapore − Indonesië | 2 − 0   |
| 45 | Ho Chi Minhstad     | 9 december 2004   | Zuidoost-Azië Cup 2004          | Indonesië − Singapore | 0 − 0   |
| 46 | Jakarta             | 8 januari 2005    | Zuidoost-Azië Cup 2004          | Indonesië − Singapore | 1 − 3   |
| 47 | Singapore           | 16 januari 2005   | Zuidoost-Azië Cup 2004          | Singapore − Indonesië | 2 − 1   |
| 48 | Singapore           | 17 januari 2007   | Zuidoost-Azië Cup 2007          | Singapore − Indonesië | 2 − 2   |
| 49 | Jakarta             | 9 december 2008   | Zuidoost-Azië Cup 2008          | Indonesië − Singapore | 0 − 2   |
| 50 | Singapore           | 4 november 2009   | Vriendschappelijk               | Singapore − Indonesië | 3 − 1   |
| 51 | Kuala Lumpur        | 28 november 2012  | Zuidoost-Azië Cup 2012          | Indonesië − Singapore | 1 − 0   |
| 52 | Manilla             | 25 november 2016  | Zuidoost-Azië Cup 2016          | Singapore − Indonesië | 1 − 2   |
| 53 | Singapore           | 9 november 2018   | Zuidoost-Azië Cup 2018          | Singapore − Indonesië | 1 − 0   |
| 54 | Singapore           | 22 december 2021  | Zuidoost-Azië Cup 2020          | Singapore − Indonesië | 1 − 1   |
| 55 | Singapore           | 25 december 2021  | Zuidoost-Azië Cup 2020          | Indonesië − Singapore | 4 − 2   |

## Samenvatting
| Competitie                 | Totaal gespeeld | Winst Indonesië | Gelijk | Winst Singapore | Doelsaldo Indonesië – Singapore |
| -------------------------- | --------------- | --------------- | ------ | --------------- | ------------------------------- |
| WK-kwalificatie            | 3               | 1               | 0      | 2               | 5 − 4                           |
| Azië Cup-kwalificatie      | 1               | 1               | 0      | 0               | 2 − 1                           |
| Zuidoost-Azië Cup          | 11              | 3               | 3      | 5               | 13 − 16                         |
| Aziatische Spelen          | 1               | 1               | 0      | 0               | 3 − 0                           |
| Zuidoost-Aziatische Spelen | 11              | 4               | 4      | 3               | 11 − 8                          |
| Vriendschappelijk          | 28              | 16              | 5      | 7               | 65 − 35                         |
| Totaal                     | 55              | 26              | 12     | 17              | 99 − 64                         |

PSSI · 
Indonesisch vrouwenelftal
WK 1938
OS 1956
Afghanistan ·
Andorra ·
Argentinië ·
Australië ·
Bahrein ·
Bangladesh ·
Bhutan ·
Bosnië en Herzegovina ·
Brunei ·
Bulgarije ·
Burundi ·
Cambodja ·
Canada ·
China ·
Cuba ·
Curaçao ·
DDR ·
Denemarken ·
Dominicaanse Republiek ·
Egypte ·
Estland ·
Fiji ·
Filipijnen ·
Ghana ·
Guinee ·
Guyana ·
Hongarije ·
Hongkong ·
India ·
Irak ·
Iran ·
Jamaica ·
Japan ·
Jemen ·
Joegoslavië ·
Jordanië ·
Kameroen ·
Kenia ·
Kirgizië ·
Koeweit ·
Kroatië ·
Laos ·
Liberia ·
Libië ·
Liechtenstein ·
Litouwen ·
Malediven ·
Maleisië ·
Malta ·
Marokko ·
Mauritius ·
Moldavië ·
Myanmar ·
Nederland ·
Nepal ·
Nieuw-Zeeland ·
Nigeria ·
Noord-Korea ·
Oezbekistan ·
Oman ·
Oost-Timor ·
Pakistan ·
Palestina ·
Papoea-Nieuw-Guinea ·
Paraguay ·
Puerto Rico ·
Qatar ·
Saoedi-Arabië ·
Senegal ·
Singapore ·
Sri Lanka ·
Syrië ·
Taiwan ·
Tanzania ·
Thailand ·
Turkmenistan ·
Uruguay ·
Vanuatu ·
Verenigde Arabische Emiraten ·
Vietnam ·
Zimbabwe ·
Zuid-Jemen ·
Zuid-Korea ·
Zuid-Vietnam
FAS · 
Lijst van A-internationals · 
Singaporees vrouwenelftal
1960 – 1969 ·
1970 – 1979 ·
1980 – 1989 ·
1990 – 1999 ·
2000 – 2009 ·
2010 – 2019
Afghanistan ·
Argentinië ·
Australië · 
Azerbeidzjan · 
Bahrein · 
Bangladesh · 
Brunei · 
Cambodja · 
Canada · 
China · 
Denemarken · 
Fiji ·
Filipijnen · 
Finland · 
Ghana · 
Guam ·
Hongkong · 
India · 
Indonesië · 
Irak · 
Iran · 
Israël · 
Japan · 
Jemen ·
Jordanië · 
Kazachstan · 
Kirgizië · 
Koeweit · 
Laos · 
Libanon · 
Macau · 
Malediven · 
Maleisië · 
Mauritius ·
Mongolië · 
Myanmar · 
Nepal · 
Nieuw-Zeeland · 
Noord-Korea · 
Noorwegen · 
Oezbekistan · 
Oman · 
Oost-Timor · 
Pakistan · 
Palestina · 
Papoea-Nieuw-Guinea ·
Polen · 
Qatar ·
Salomonseilanden · 
Saoedi-Arabië · 
Sri Lanka · 
Syrië · 
Tadzjikistan · 
Taiwan · 
Thailand · 
Turkmenistan · 
Uruguay · 
Verenigde Arabische Emiraten · 
Vietnam · 
Zuid-Korea · 
Zuid-Vietnam · 
Zweden